# Xysticus walesianus
Xysticus walesianus is een spinnensoort uit de familie van de krabspinnen (Thomisidae).
De wetenschappelijke naam van de soort werd in 1878 gepubliceerd door Ferdinand Karsch.